# بورتلاند (أستراليا)
بُرتلَند أو (نقحرة: بورتلاند) هي مدينة، في أستراليا، تقع في ولاية فيكتوريا، بلغ عدد سكانها 9,712  نسمة وذلك حسب إحصائيات سنة 2016، رمزها البريدي هو 3305.

## المناخ
يظهر الجدول التالي التغييرات المناخية على مدار السنة لبُرتلَند:
| البيانات المناخية لـبورتلاند      | البيانات المناخية لـبورتلاند | البيانات المناخية لـبورتلاند | البيانات المناخية لـبورتلاند | البيانات المناخية لـبورتلاند | البيانات المناخية لـبورتلاند | البيانات المناخية لـبورتلاند | البيانات المناخية لـبورتلاند | البيانات المناخية لـبورتلاند | البيانات المناخية لـبورتلاند | البيانات المناخية لـبورتلاند | البيانات المناخية لـبورتلاند | البيانات المناخية لـبورتلاند | البيانات المناخية لـبورتلاند |
| الشهر                             | يناير                        | فبراير                       | مارس                         | أبريل                        | مايو                         | يونيو                        | يوليو                        | أغسطس                        | سبتمبر                       | أكتوبر                       | نوفمبر                       | ديسمبر                       | المعدل السنوي                |
| --------------------------------- | ---------------------------- | ---------------------------- | ---------------------------- | ---------------------------- | ---------------------------- | ---------------------------- | ---------------------------- | ---------------------------- | ---------------------------- | ---------------------------- | ---------------------------- | ---------------------------- | ---------------------------- |
| الدرجة القصوى °م (°ف)             | 42.3 (108.1)                 | 40.6 (105.1)                 | 40.9 (105.6)                 | 33.9 (93.0)                  | 27.8 (82.0)                  | 20.8 (69.4)                  | 21.1 (70.0)                  | 24.4 (75.9)                  | 28.3 (82.9)                  | 36.0 (96.8)                  | 38.9 (102.0)                 | 41.7 (107.1)                 | 42.3 (108.1)                 |
| متوسط درجة الحرارة الكبرى °م (°ف) | 21.8 (71.2)                  | 21.9 (71.4)                  | 20.7 (69.3)                  | 18.4 (65.1)                  | 16.1 (61.0)                  | 14.1 (57.4)                  | 13.6 (56.5)                  | 14.4 (57.9)                  | 15.8 (60.4)                  | 17.3 (63.1)                  | 18.8 (65.8)                  | 20.5 (68.9)                  | 17.8 (64.0)                  |
| متوسط درجة الحرارة الصغرى °م (°ف) | 12.7 (54.9)                  | 13.1 (55.6)                  | 12.0 (53.6)                  | 10.3 (50.5)                  | 8.7 (47.7)                   | 7.5 (45.5)                   | 6.5 (43.7)                   | 6.9 (44.4)                   | 7.8 (46.0)                   | 8.9 (48.0)                   | 10.3 (50.5)                  | 11.6 (52.9)                  | 9.7 (49.5)                   |
| أدنى درجة حرارة °م (°ف)           | 4.4 (39.9)                   | 3.3 (37.9)                   | 2.0 (35.6)                   | 1.1 (34.0)                   | −0.6 (30.9)                  | −2.2 (28.0)                  | −2.8 (27.0)                  | −1.7 (28.9)                  | −0.3 (31.5)                  | 0.6 (33.1)                   | 2.2 (36.0)                   | 3.3 (37.9)                   | −2.8 (27.0)                  |
| الهطول مم (إنش)                   | 35.5 (1.40)                  | 32.7 (1.29)                  | 42.4 (1.67)                  | 64.1 (2.52)                  | 88.2 (3.47)                  | 99.6 (3.92)                  | 108.6 (4.28)                 | 107.4 (4.23)                 | 85.2 (3.35)                  | 68.6 (2.70)                  | 52.0 (2.05)                  | 45.2 (1.78)                  | 827.1 (32.56)                |
| متوسط أيام هطول الأمطار           | 8.6                          | 7.8                          | 11.3                         | 14.6                         | 18.4                         | 19.5                         | 21.0                         | 20.9                         | 18.3                         | 15.9                         | 12.6                         | 10.9                         | 179.8                        |
| المصدر:                           |                              |                              |                              |                              |                              |                              |                              |                              |                              |                              |                              |                              |                              |

## مدن توأم
المدن التوأم:
- سوجو.

## أعلام
- ديفيد ناثان
- هاري هوارد
- ويليام توماس
- فيدا جولدشتاين
- كيث سوتون